# Чжу Цзыцин
Чжу Цзыци́н (кит. 朱自清, пиньинь Zhū Zìqīng, 22 ноября 1898 — 12 августа 1948) — китайский писатель-прозаик, поэт, учёный.

## Биография
Родился 22 ноября 1898 года в семье военного Чжу Хунцзина на территории, подчинённой властям Хайчжоуской непосредственно управляемой области провинции Цзянсу (после Синьхайской революции области были упразднены, и на этих землях был образован уезд Дунхай). Его предки, в частности дед Чжу Ю жили в Шаосин провинции Чжэцзян). В 1901 году переехал в уездный город Шаобо, а затем в 1903 году в Янчжоу. Здесь он поступил в среднюю школу, которую окончил в 1916 году. В том же году поступает в Пекинский университет, где влюбился и женился на У Чжунцянь. После окончания университета в 1920 году преподавал в школах городов Ханчжоу, Янчжоу, Шанхай и Нинбо. Активно занимается литературной деятельностью, становится известным поэтом.
В 1925 году получает назначение профессора в Пекинском университете. После смерти жены (26 ноября 1929 года) на некоторое время отходит от дел. Потом, в 1932-1933 году живет в Лондоне, где изучает английскую литературу. Здесь опять женится (4 августа 1932 года). По возвращении становится преподавателем в университете Цинхуа (Пекин). С началом в 1937 году Второй японско-китайской войны Чжу Цзыцин присоединяется к правительству Чан Кайши. Вместе с ним отступает на запад. Жил в городах Чанша, Куньмин и Чэнду. Одновременно он продолжал преподавание в различных вузах страны.
По окончании Второй мировой войны призвал своих учеников в Куньмине выступить против Чан Кайши за возобновление тем гражданской войны в Китае. В 1946 году он вернулся в Пекин и здесь был назначен заведующим кафедрой китайского языка в университете Цинхуа. Когда он узнал об убийстве гоминьдановцами Вэнь Идо и ещё одного известного писателя, Чжу пренебрег собственной безопасностью, чтобы присутствовать на похоронах.
В 1948 году Чжу стал страдать от проблем с желудком. 18 июня того же года в знак протеста против политики правительства США отказался от еды. 12 августа 1948 года в результате прободной язвы желудка умер в больнице университета Цинхуа.

## Семья
Имел двух жен — Ву Тхи и Чэнь Чжу. В 1951 году его сын от первого брака Чжу Чжу был казнен.

## Творчество
Его главные произведения — «Поиск утра», «Следует», «Силуэт», «Записки о путешествии в Европе», «Ты и я», «Основы аналитического чтения», «Основы курсорною чтение», «Обучение филологии», «Изучение языка поэзии», «Немного о новую поэзию», «Критерии и меры», «О единстве доходчивости и художественной ценности». Самой известной поэмой Чжу Цзыцина является «Руина».